# Liste der Naturdenkmale in Rottenburg am Neckar
| Naturdenkmale | Anzahl |
| ------------- | ------ |
| FND           | 3      |
| END           | 17     |
| Gesamt        | 20     |

Die Liste der Naturdenkmale in Rottenburg am Neckar nennt die verordneten Naturdenkmale (ND) der im baden-württembergischen Landkreis Tübingen liegenden Stadt Rottenburg am Neckar. In Rottenburg am Neckar gibt es insgesamt zwanzig als Naturdenkmal geschützte Objekte, davon drei flächenhafte Naturdenkmale (FND) und siebzehn Einzelgebilde-Naturdenkmale (END).
Stand: 1. November 2016.

## Flächenhafte Naturdenkmale (FND)
| Name                       | Bild | Kennung     | Einzelheiten         | Position | Fläche Hektar | Datum         |
| -------------------------- | ---- | ----------- | -------------------- | -------- | ------------- | ------------- |
| Lettenkeuperbruch Seebronn |      | 84160360401 | Rottenburg am Neckar | ⊙        | 0,6           |               |
| Märchensee                 |      | 84160360420 | Rottenburg am Neckar | ⊙        | 8,3           | 7. Juni 1983  |
| Oberndorfer Heide          |      | 84160360371 | Rottenburg am Neckar | ⊙        | 1,0           | 18. Okt. 1994 |
| Legende für Naturdenkmal   |      |             |                      |          |               |               |

## Einzelgebilde (END)
| Name                                                | Bild           | Kennung     | Einzelheiten         | Position | Fläche Hektar | Datum         |
| --------------------------------------------------- | -------------- | ----------- | -------------------- | -------- | ------------- | ------------- |
| Birtenle (Burglehen)                                |                | 84160360380 | Rottenburg am Neckar | ⊙        | 0,0           | 7. Nov. 1940  |
| Linde beim Friedhof                                 |                | 84160360400 | Rottenburg am Neckar | ⊙        | 0,0           | 18. Jan. 1937 |
| Linden bei der Friedhofskapelle                     |                | 84160360421 | Rottenburg am Neckar | ⊙        | 0,0           | 17. Dez. 1937 |
| Sieben-Täler-Höhle im Katzenbachtal                 |                | 84160360411 | Rottenburg am Neckar | ⊙        | 0,0           | 7. Sep. 1981  |
| Wacholder                                           | BW             | 84160360382 | Rottenburg am Neckar | ⊙        | 0,0           | 7. Nov. 1940  |
| 1 Dorflinde                                         |                | 84160360260 | Rottenburg am Neckar | ⊙        | 0,0           | 17. Dez. 1937 |
| 1 Eiche, „Eiche im Gewann Reute“                    |                | 84160360423 | Rottenburg am Neckar | ⊙        | 0,0           | 16. Apr. 1985 |
| 1 Linde                                             |                | 84160360291 | Rottenburg am Neckar | ⊙        | 0,0           | 4. März 1992  |
| 1 Linde                                             |                | 84160360300 | Rottenburg am Neckar | ⊙        | 0,0           | 4. März 1992  |
| 1 Rammertbuche                                      |                | 84160360290 | Rottenburg am Neckar | ⊙        | 0,0           | 18. Jan. 1937 |
| 1 Winterlinde, „Linde am Friedhof“                  |                | 84160360350 | Rottenburg am Neckar | ⊙        | 0,0           | 16. Apr. 1985 |
| 1 Winterlinde, „Linde am Sportplatz“                |                | 84160360370 | Rottenburg am Neckar | ⊙        | 0,0           | 16. Apr. 1985 |
| 2 Linden an der Römerstraße                         | 1 Linde fehlt  | 84160360430 | Rottenburg am Neckar | ⊙        | 0,0           | 24. Aug. 1938 |
| 2 Linden, „Linden mit Kreuz“                        |                | 84160360422 | Rottenburg am Neckar | ⊙        | 0,0           | 16. Apr. 1985 |
| 2 Sommerlinden, 1 Winterlinde, „Gelber Kreidebusen“ |                | 84160360383 | Rottenburg am Neckar | ⊙        | 0,0           | 16. Apr. 1985 |
| 3 Linden                                            | weitere Bilder | 84160360410 | Rottenburg am Neckar | ⊙        | 0,0           | 22. Sep. 1971 |
| 9 Linden an der Siebenlindenstraße                  |                | 84160360381 | Rottenburg am Neckar | ⊙        | 0,0           | 18. Jan. 1937 |
| Legende für Naturdenkmal                            |                |             |                      |          |               |               |